# George Stevenson
George Stevenson (n. 30 august 1938) este un om politic britanic, membru al Parlamentului European în perioadele 1984-1989 și 1989-1994 din partea Regatului Unit.
1. 1 2  TheyWorkForYou
2. ↑  Hansard 1803–2005
3. ↑  Deputații în Parlamentul European